# Álvaro Obregón (Quintana Roo)
Álvaro Obregón es una comunidad ubicada en el municipio de Othón P. Blanco al sur del estado mexicano de Quintana Roo. Se localiza a 58 kilómetros al suroeste de la ciudad de Chetumal, capital del estado de Quintana Roo y cabecera municipal. Cuenta con 2,841 habitantes según el censo 2020 del INEGI.
La principal actividad económica es el cultivo de caña de azúcar, siendo uno de los principales centros dedicados a esta actividad en Quintana Roo y tiene categoría de Delegación del municipio de Othón P. Blanco.